# Teddy Dunn
Edward Wilkes Dunn, detto Teddy (30 novembre 1981), è un attore statunitense, meglio conosciuto per aver interpretato il ruolo di Duncan Kane nella serie televisiva Veronica Mars.

## Biografia
Teddy è cresciuto a Durham, Carolina del Nord dove è entrato in contatto con artisti come Mary Guiteras e Jeni Smith, con lo sceneggiatore Bobby Curnow e i musicisti Daniel Raimi e Nick Rowe.
Ha frequentato la Phillips Academy ad Andover, Massachusetts nella quale si è diplomato nel 1999. Proprio qui ha iniziato prendere conoscenza col teatro interpretando il ruolo di Jerry in The Zoo Story e quello di Alceste ne Il misantropo di Molière.
Ha frequentato la Northwestern University dove ha studiato teatro e scienze politiche. Adora praticare sport ed è tifoso della Major League Baseball.
Nel 2004 Teddy è apparso nel remake The Manchurian Candidate e in Una mamma per amica. Avrebbe dovuto infatti interpretare il nuovo ragazzo di Rory in Una mamma per amica ma dopo essere stato preso per il ruolo di Duncan Kane in Veronica Mars, la sua parte è stata affidata a Matt Czuchry (Logan Huntzberger).
Nel 2006 è apparso anche in un episodio di Grey's Anatomy e nel 2008 ha ottenuto un ruolo in Jumper - Senza confini.

## Filmografia parziale

### Cinema
- The Manchurian Candidate, regia di Jonathan Demme (2004)
- Jumper - Senza confini (Jumper), regia di Doug Liman (2008)

### Televisione
- Una mamma per amica (Gilmore Girls) – serie TV, episodio 4x21 (2004)
- Veronica Mars – serie TV, 44 episodi (2004-2006)
- Grey's Anatomy - serie TV, episodio 2x20 (2006)

## Doppiatori italiani
Nelle versioni in italiano delle opere in cui ha recitato, Teddy Dunn è stato doppiato da:
- Marco Vivio in Veronica Mars
- Luciano Turi in The Manchurian Candidate
- Alessandro Tiberi in Campus Confidential
- David Chevalier in Grey's Anatomy
- Nanni Baldini in Jumper - Senza confini